# Синтетическая биологическая схема
Синтетическая биологическая схема представляет собой подход синтетической биологии по рассмотрению естественных процессов регуляции в клетке, в котором биологические элементы реализуют логические функции, имитирующие аналогичные в электронных схемах. Приложения таких конструкций варьируют от простого добавления измеримого элемента, такого как GFP, в существующую естественную биологическую схему, к внедрению совершенно новых систем из многих частей.